# Andy Sinton
Andrew "Andy" Sinton (Cramlington, 19 de março de 1966) é um ex-futebolista e treinador de futebol inglês.

## Carreira
Profissionalizou-se em 1983, no Cambridge United, com apenas 16 anos. Atuou em 93 partidas e marcou três gols com a camisa dos U's até 1985, quando assinou com o Brentford, por 25 mil libras.
Depois de quatro anos com os Bees, Sinton foi contratado pelo Queens Park Rangers em 1989, por 350 mil libras. Sua contratação foi um pedido de Trevor Francis (jogador e treinador da equipe). Até 1993, marcou 22 gols em 161 partidas, marcando seu primeiro gol na surpreendente vitória por 4 a 1 sobre o poderoso Manchester United. O desempenho fez com que Sinton fosse contratado pelo Sheffield Wednesday, por 2,75 milhões de libras. Em três anos defendendo o Wednesday, Sinton participou de 61 partidas e marcou três gols.
Nos últimos dez anos de sua carreira, Sinton defenderia ainda Tottenham, Wolverhampton, Burton Albion e Bromsgrove Rovers, quando parou de jogar pela primeira vez, em 2004.
Encerrou sua carreira oficialmente em 2007, como jogador-treinador do Fleet Town.

## Seleção
Sinton defendeu a Seleção Inglesa em quinze partidas (3 pela equipe B e 12 pela principal), não marcando nenhum gol.
Esteve presente na Eurocopa de 1992, tendo jogado as partidas contra França e Suécia. Ele pouco contribuiu para evitar a eliminação da Inglaterra na primeira fase. A última partida do meio-campista com a Seleção foi em 1993, contra San Marino.